# Chapelle Sainte-Anne des Pouhons
 (mai 2021).
Si vous disposez d'ouvrages ou d'articles de référence ou si vous connaissez des sites web de qualité traitant du thème abordé ici, merci de compléter l'article en donnant les références utiles à sa vérifiabilité et en les liant à la section « Notes et références ».
La chapelle Sainte-Anne (des Pouhons) est un édifice religieux catholique sis à l’extérieur du hameau de Pouhon (commune d’Aywaille) dans la province de Liège en Belgique. Construite comme chapelle castrale en 1524 au bord du Pouhon (Lembrée) la chapelle est depuis 1937 classée au patrimoine immobilier de Wallonie.  

## Histoire
Construite en 1524, avec permission d’Érard de La Marck, prince-évêque de Liège, par le seigneur Collienne de la Neufforge [de la Neuve Forge]. la chapelle faisait partie d’un ensemble prospère et actif – mines de fer, fourneaux, forges, villages – qui formait la seigneurie des Pouhons. Dédiée à sainte Anne et saint Remacle elle en est aujourd’hui le seul et dernier vestige, la demeure seigneuriale ayant été démolie en 1862. Toute activité industrielle le long de la Lembrée (autre nom du ru de Pouhon) cessa à cette époque. Fréquemment objet de querelles de titulatures (avec leurs bénéfices…) la chapelle ne fut pas bien entretenue et se délabra.
Restaurée en 1789 la chapelle des Pouhons perd son dernier titulaire en 1822 et se trouve de nouveau à l’abandon. Même si desservie régulièrement par un prêtre venu du séminaire Saint-Roch de Ferrières, elle perd toute importance avec le développement des villages des environs qui ont chacun leur église. Lorsque le village de Houssonloge, mieux placé, eut son église en 1925, cloche, statues et autres objets liturgiques des Pouhons furent transférés dans la nouvelle église. Quant à la chapelle Sainte-Anne, trop éloignée des habitations, elle fut de nouveau laissée à l'abandon.
Les dégradations se multiplièrent dans ce bâtiment qui était ouvert à tous les vents et sans protection aucune. Les lieux furent même profanés. La réaction s’amorça avec la fondation de la  confrérie Sainte-Anne par le chanoine Quaedvlieg, qui se donna pour objectif de rétablir - dans une chapelle restaurée - la célébration de messes annuelles les jours de fête des sainte Anne, de son époux saint Joachim, de la Nativité de la Vierge et saint Remacle, patron de Stavelot. La confrérie se mit en quête de mobilier en vue de rendre à la chapelle un aspect décent.
Les efforts de restauration furent couronnés de succès : la chapelle fut classée au patrimoine immobilier de Wallonie par la ‘Commission des monuments’ le 15 octobre 1937. 

## Description
- De forme rectangulaire au sol, la chapelle, construite en moellons de grès, a une quinzaine de mètres de long. Son pignon à angle aigu et toit à deux versants est surmonté d’un clocheton ardoisé. Quatre étroites baies à plein cintre surbaissé assurent l’éclairage de la nef se terminant en chevet plat.
- L'autel est surplombé d’une niche avec la statue de sainte Anne. La porte de son tabernacle est ornée d’une peinture du Christ Rédempteur. A gauche et droite du tabernacle (comme en un retable) se trouvent deux scènes de la Passion : l’agonie de Jésus au jardin des oliviers et le baiser de Judas.
- Trois ancienne pierre tombales qui se trouvaient au sol furent relevées et encastrées dans les murs latéraux. Elles portent ls inscriptions : 
  - Collienne de la Neufforge (mort le 20 mars 1592) avec Catherine Rave, son épouse, (morte le 5 mars 1586) ;
  - Ogier Boileau (mort le 20 juillet 1609) avec Catherine de Neufforge, son épouse (morte en 1599) ;
  - Remacle de Noirfalize (mort en 1639) avec Anne de Sougné, son épouse (date indéchiffrable).